# Зелёный Гай (Васильевский район)
Зелёный Гай (укр. Зелений Гай) — село,
Подгорненский сельский совет,
Васильевский район,
Запорожская область,
Украина.
Код КОАТУУ — 2320985305. Население по переписи 2001 года составляло 233 человека.

## Географическое положение
Село Зелёный Гай находится в 3-х км от села Бурчак (Михайловский район) и в 6-и км от города Васильевка.
Через село проходит автомобильная дорога М-18 (E 105).

## Происхождение названия
На территории Украины 52 населённых пункта с названием Зелёный Гай.

## История
- 1922 — дата основания.